# Календерхане
„Календерхане“ (на турски: Kalenderhane) е квартал на Истанбул, разположен в градска околия Фатих. Общата му площ е 0,13 км2. Според данни на Адресната система за регистриране на населението (ABPRS) към 2024 г. населението на „Календерхане“ е 2143 жители.